# セルヴァル作戦
セルヴァル作戦（セルヴァルさくせん、フランス語：Opération Serval、英語：Operation Serval）は、マリ共和国内のイスラム系武装組織に対し、2013年1月11日より旧宗主国であるフランスが行った軍事行動である。英語読みでサーバル作戦とも呼ばれる。

## 背景
2000年代のマリ共和国北部三州（アザワド）には、アンサル・ディーン、AQIMなどのイスラム系武装組織が存在していた。
2012年1月、リビア内戦の後に発生した国境を越えてのアザワド一帯への大量の武器の流入で、トゥアレグ族はアザワド解放民族運動（MNLA）を組織化しマリの中央政府に対して蜂起した。このような国内情勢であった2012年3月21日にはマリ国内で軍事クーデターが発生し、国内の権力基盤が揺らぐ。4月、アザワド解放民族運動は当初の目的を達成したとして中央政府に対する攻勢を中止しアザワドの独立を宣言する。
2012年6月、アザワド制圧後に流入してきたアンサール・アッ＝ディーンや西アフリカのタウヒードと聖戦運動（MOJWA）らイスラム原理主義者達は、シャリーアの適用を押し付け始めたためアザワドと対立してゆく。7月17日までにMOJWAとアンサール・アッ＝ディーンはすべての主要都市からMNLAを追い出した。
2012年9月1日、モプティ州ドゥエンツァ（Douentza）を保持していた地元民兵組織ガンダ・イソ（en:Ganda Iso）がMOJWAに武装解除され町が奪取される。そして2012年11月28日にアンサール・アッ＝ディーンによってトンブクトゥ州レレー（fr:Léré (Mali)）が奪取され
、次第にマリ政府の統制力は減少していった。
2012年12月、国際連合の安全保障理事会は、アザワド奪還のため、民軍連携ミッションとしてアフリカ主導マリ国際支援ミッション (AFISMA)を設置し、国連加盟国がAFISMAを介してマリ暫定政府軍を支援することを承認。AFISMAに対し、欧州連合（EU）、アフリカ連合（AU）およびその他の協力国とともに、マリ暫定指導部の自国民を保護する責任を全うするために「必要なあらゆる措置」（武力行使）を認める国連安保理決議を採択した。
2013年1月、これを受けてフランスのフランソワ・オランド大統領は、マリのディオンクンダ・トラオレ暫定大統領の要請に基づきフランス軍の派兵を決定。1月11日、マリ暫定政府軍を支援する形で、各武装勢力の拠点に対してミラージュ2000などの航空機により空爆を開始。地上軍も展開。1月14日、国連安全保障理事会の支持の取り付けと西アフリカ諸国経済共同体各国からの支援の獲得に成功している。

## 投入兵力

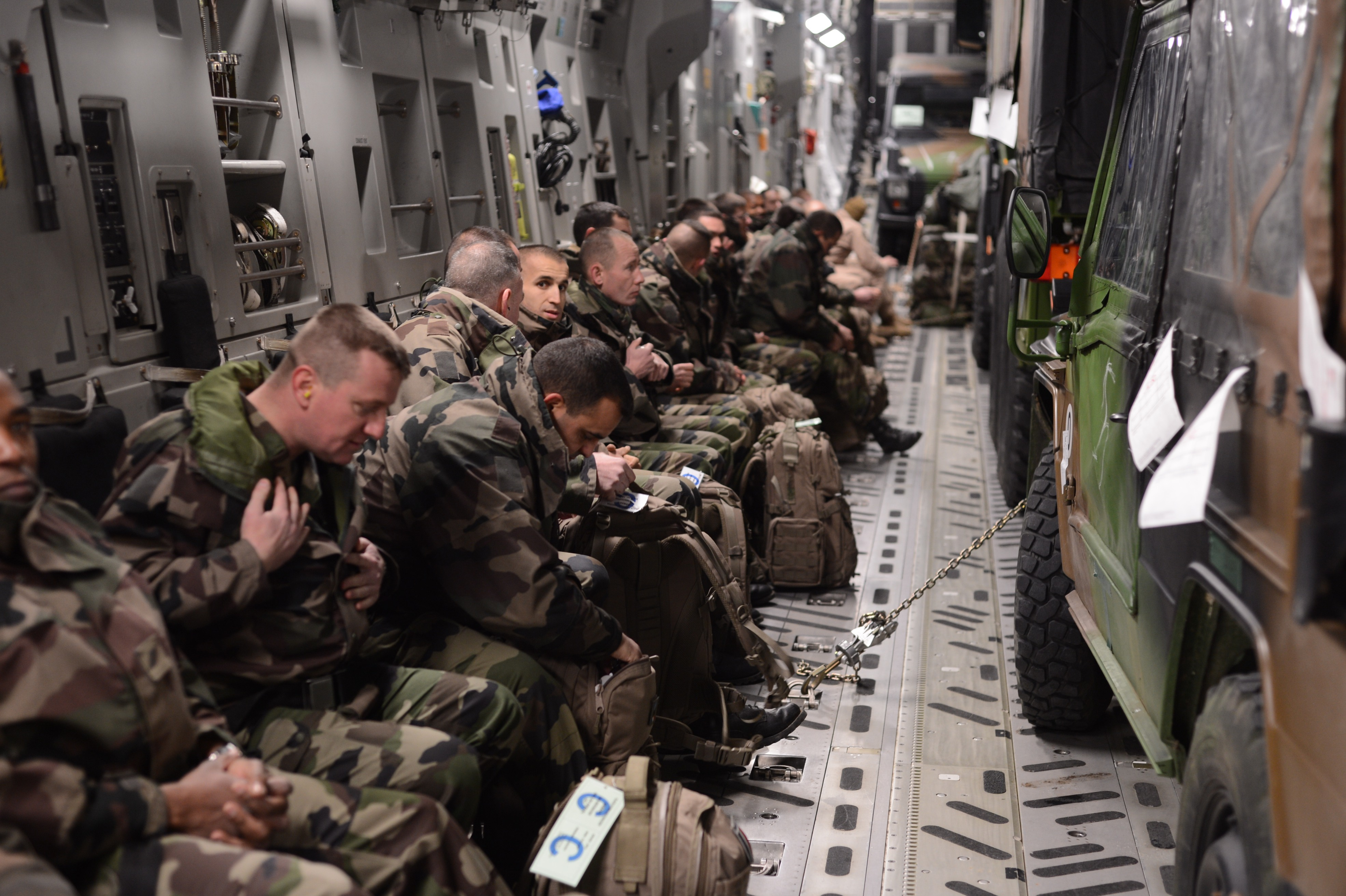
米軍の飛行機に搭乗するフランス軍

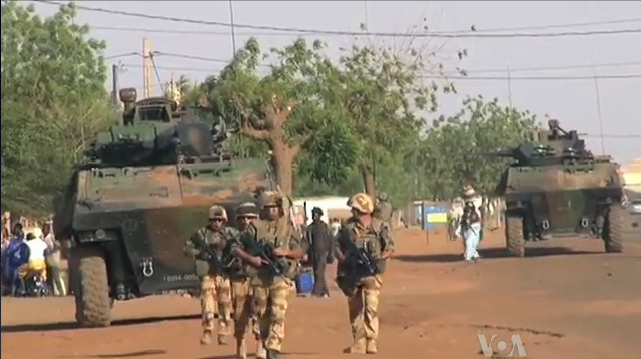
任務中のフランス軍

### フランス陸軍
フランス陸軍は、第21海兵歩兵連隊の1個中隊、第2海兵歩兵連隊1個中隊  第1外人騎兵連隊1個機甲騎兵小隊が現地に派遣される。1月14日、陸軍軽航空集団隷下の第5戦闘ヘリコプター連隊所属のティーガー戦闘ヘリコプターを輸送する。更に、リコルヌ作戦（fr:Opération Licorne）でコートジボワールのアビジャンに展開していた第3海兵歩兵落下傘連隊1個中隊、第1驃騎兵落下傘連隊および第17工兵落下傘連隊の所属兵の一部がバマコに向かう60台の車列を形成して増派された。地上部隊集団司令官ベルトラン・クレモン＝ブレ陸軍大将（Bertrand Clement-Bollee）は、VBCI装輪歩兵戦闘車を装備する第92歩兵連隊の中隊がマリに派遣されたと述べた。必要であるならばVBCI装輪歩兵戦闘車を装備する3個中隊と、ルクレール主力戦車を装備する1個戦車中隊を即座に派遣できる用意があるとされた。AMX-10RC偵察戦闘車やカエサル 155mm自走榴弾砲を装備する海兵歩兵戦車連隊の砲兵中隊はマリに展開する。地上作戦部隊司令官には第3機械化歩兵旅団長のベルナール・バレラ陸軍准将（Bernard Barrera）が任命された。
作戦開始2週間で3,000人以上の部隊を展開させ、バマコ＝トンブクトゥ間約700kmの長距離を快進撃し、ニジェール川ベルト地帯を2日間で制圧するなど、機動戦を見事に成し遂げた世界でも数少ない軍隊であることを証明したとされた。トンブクトゥの制圧作戦では、フランス本国で秘密裏に準備された第2外人落下傘連隊の中隊がC-130戦術輸送機2機とC-160戦術輸送機に分乗しフランス本土から空輸され現地で空挺降下している。これは同連隊としては1978年のコルヴェジの戦い以来の規模で、かつ2008年以来フランス陸軍の通常部隊としては最大規模の空挺作戦であった。
フランス陸軍は以下の部隊をマリに派遣している。
- 第6軽機甲旅団、エペルヴィー作戦。
  - 第21海兵歩兵連隊、AMX-10RC偵察戦闘車1個小隊。
  - 第1外人騎兵連隊、1個隊。
- 第11落下傘旅団、リコルヌ作戦から転用。
  - 第2外人落下傘連隊、1個中隊、フランス本土から。
  - 第1驃騎兵落下傘連隊、ERC 90装甲車1個小隊。
  - 第3海兵歩兵落下傘連隊、1個中隊。
  - 第17工兵落下傘連隊、1個小隊。
- 第9海兵軽機甲旅団、フランス本国から展開。
  - 海兵歩兵戦車連隊、AMX-10RC偵察戦闘車1個中隊。
  - 第2海兵歩兵連隊、VBCI装輪歩兵戦闘車1個中隊。
  - 第3海兵歩兵連隊、VAB装甲車1個中隊。
  - 第11海兵砲兵連隊、TRF1 155mm榴弾砲とMO-120-RT-61 120mm迫撃砲装備1個中隊。
  - 第6工兵連隊、1個中隊。
- 第3機械化歩兵旅団、フランス本国から展開。
  - 旅団司令部・指揮通信中隊
  - 第92歩兵連隊、VBCI装輪歩兵戦闘車2個中隊。
  - 第126歩兵連隊、VAB装甲車1個中隊。
  - 第68アフリカ砲兵連隊、連隊本部とカエサル 155mm自走榴弾砲1個中隊。
- 第5戦闘ヘリコプター連隊、ティーガー攻撃ヘリコプター3機とクーガー汎用ヘリコプター4機。
- 第28通信連隊、1個中隊。
- 第7補給連隊、1個中隊。
- 第511輜重連隊、1個中隊。
- 第515輜重連隊、1個中隊。
- 衛生連隊から第7と第9野戦病院がバマコとセヴァレに。

### フランス海軍
フランス海軍からは、セネガルの首都ダカールに拠点を置いたアトランティック哨戒機5機を配備し情報収集活動などに投入し、水上艦艇では強襲揚陸艦「L 9015 ディクスミュード」に第92歩兵連隊2個中隊および資器材を積載し、通報艦「F 789 リュートナン・ド・ヴェソ・ル・エナフ」の護衛を伴ってトゥーロン港からアビジャン港まで輸送した。

### フランス空軍

マリで任務を行うラファール戦闘機

当初、フランス空軍はチャドで展開中のエペルヴィー作戦（fr:Opération Épervier）の一部として、第33偵察航空団第2飛行隊「サヴォワ」（fr:Escadron de reconnaissance 2/33 Savoie）のミラージュF1-CR偵察機2機と、第3戦闘航空団第3飛行隊「アルデンヌ」（fr:Escadron de chasse 3/3 Ardennes）のミラージュ2000D戦闘爆撃機6機が情報収集を開始した。さらにフランス空軍はKC-135空中給油機3機を配備し、C-130戦術輸送機1機とC-160戦術輸送機1機がンジャメナ空軍基地からエペルヴィー作戦に参加中の将兵200人をバマコまで空輸した。アルジェリア政府はマリでの作戦に参加するフランス軍機の領空通過を当初認めておらず、作戦参加機はスペインとモロッコ上空を通過して移動する。1月13日にアルジェリア政府はフランス軍機の領空通過を認め、同日第7航空団第1戦闘飛行隊「プロヴァンス」（fr:Escadron de chasse 1/7 Provence）のラファール戦闘機4機がガオを空爆するためサン＝ディジエ＝ロバンソン空軍基地から出撃する。ラファール戦闘機はその後ンジャメナ空軍基地に移動し、作戦中はここを拠点に活動する事になった。
フランス空軍は更に、1月16日までにKC-135空中給油機2機と第33偵察航空団第1飛行隊「ベルフォール」（fr:Escadron de Reconnaissance 1/33 Belfort）の無人機EADS アーファング2機をンジャメナに増派した。陸軍部隊をバマコへ輸送するため第60航空団第3輸送飛行隊「エステレル」のエアバスA310輸送機とエアバスA340輸送機も投入された。1月23日に派遣された空軍部隊を防護する為に空軍銃兵コマンドー分遣隊（fr:Brigade aérienne des forces de sécurité et d'intervention）をバマコ空港に配置した。

### 特殊部隊
- 特殊作戦司令部
  - 特殊作戦旅団
    - 第1海兵歩兵落下傘連隊
    - 第4特殊部隊ヘリコプター連隊

### 協力国
- ベルギー：ベルギー軍の航空構成部隊からC-130戦術輸送機2機を配備し、医療構成部隊のアグスタ A109救急・救難ヘリコプター1機および80人の支援要員をマリ派遣した[29]。
- カナダ：カナダ空軍のC-17大型輸送機が1週間にわたってフランスからマリまでの部隊および軍需品輸送の為に配備された[30]。駐カナダフランス大使のフィリップ・ゼレール（Philippe Zeller）によれば、フランス政府はスティーヴン・ハーパーカナダ首相にカナダの支援継続を打診した[31]。2月14日、ピーター・マッケイカナダ国防大臣はC-17輸送機の派遣を30日間延長するとし、3月15日までマリに展開する見通しとなる[32]。
- チャド：1月16日にチャド政府は2,000人の軍隊を派遣する発表した。内訳は1,200人規模の1個歩兵連隊と800人規模の2個支援大隊からなる。チャド軍はアフリカ主導マリ国際支援ミッションの指揮体系には含まれず、フランス軍の指揮体系に統合された[33][34][35]。
- デンマーク：1月15日にデンマーク空軍はC-130J-30戦術輸送機と40人の支援要員はマリに展開した[36]
- ドイツ：ドイツ空軍はC-160戦術輸送機2機を資器材輸送支援のためにバマコに展開した[37]。
- イタリア：イタリア空軍はC-130戦術輸送機2機とKC-767空中給油機を展開した[38]。さらにプレデター無人偵察機の派遣も検討された[39]。
- オランダ：オランダ政府は輸送機を配備する予定[40]。
- スペイン：空軍のC-130戦術輸送機は50人の支援要員とともにアフリカ主導マリ国際支援ミッション参加要員を支援するため1月18日に展開し、さらに海洋社会研究所所属の病院船「エスペランサ・デル・マル（esperanza del mar）」も派遣した[41]。
- スウェーデン：スウェーデン政府は北大西洋条約機構の戦略的空輸能力の一翼を担っているスウェーデン分担機体の自由使用をフランスに許可した。これにより、重空輸航空団所属のC-17大型輸送機1機がマリ向けの部隊と軍需品の輸送支援するため、ハンガリーのパパ空軍基地からフランスへ派遣された[42]。
- アラブ首長国連邦：空軍はフランス＝マリ間の輸送のためにC-17大型輸送機2機を展開した[43]。
- イギリス：空軍は1月13日に第99飛行隊所属のC-17大型輸送機2機をブライズ・ノートン空軍基地からエヴルー＝フォヴィル空軍基地に移動させた。直接、戦闘に参加しない前提で若干名の特殊部隊の兵士と秘密情報部の要員も派遣。輸送機はフランス軍の装甲車をバマコまで輸送した[44]。イギリスはこれをニューカム作戦と呼称し、1月25日に英国防省はフランス軍を支援するためセンチネルR1空中戦場・地上監視機を展開させると発表した[45][46]。1月29日には軍部隊から訓練要員240人の派遣を決定する。この内40人がマリに送られ、他は周辺のアフリカ諸国に派遣された[47]。
- アメリカ合衆国：空軍はフランス南部のイストル＝ル・テュベ空軍基地とマリ間での部隊や資器材の輸送をするためにドーバー空軍基地に拠点を置く第436空輸航空団第3空輸飛行隊所属のC-17ER大型輸送機3機によるエアブリッジを確立した[48]。アメリカ軍の小規模な分遣隊はバマコで飛行活支援動に従事し、1月21日からフランス軍機械化歩兵部隊の輸送を開始した[49]。なお、支援について米国は戦闘参加国として見られるのを避けるため空中給油機や偵察機の派遣をためらい、輸送機については2,000万ドルを一時請求するも、フランス側が激怒し1月26日には輸送機5機を無料で派遣した[50]、同日には空中給油機も提供すると伝える[51]。アメリカとニジェールは2月2日までに監視用の無人航空機をニジェール国内に配備する協定を結んだ[52]。

## 作戦

### 1月11日から1月20日
1月11日、セルヴァル作戦は第4特殊部隊ヘリコプター連隊所属のガゼル攻撃ヘリコプターによる攻撃によって口火が切られた。ガゼル攻撃ヘリコプターは小火器による対空砲火でパイロット2人が被弾、この内ダミアン・ポアトー大尉が負傷の後に死亡、もう一人のパイロットは飛行を継続させ基地にまで帰還することに成功するが、結局ヘリコプターの損傷は激しく喪失する。
1月12日までに数百のフランス軍部隊がマリでの作戦に投入され、特に焦点となったのはコンナの戦いであった。マリ軍はフランスの支援でコンナを奪還したと伝えたが、実際には2、3日早い発表であり完全制圧には時間を要した。フランスの介入による空爆は反乱軍の南下を阻止できたように見え、コンナ近辺でアンサール・アッ＝ディーンの指揮所を破壊する。13日の空爆でラファール戦闘機3機はGBU-12誘導爆弾18発を搭載し、AASM4発も搭載して出撃していた。
1月14日、フランス軍地上部隊が民間航空会社のAn-124-100輸送機も活用してチャドの首都ンジャメナからマリへ向けて移動を開始する。続く16日にはアントノフ機がピレネー＝アトランティック県ポーに到着し、首都バマコに向けて第5戦闘ヘリコプター連隊所属のヘリコプターとその要員の輸送を開始する。
フランスは広大な北部マリの監視態勢を改善するために無人偵察機の提供をアメリカ合衆国に依頼する。アメリカ国防総省はフランスの要請を検討する。一方、イギリス首相は作戦に対し後方支援を提供すると発表する。マリに展開する西アフリカ経済共同体の軍部隊は遅くとも1月14日までに先遣隊を到着させると決定した。
ヒューマン・ライツ・ウォッチによるとマリ軍がコンナ奪還の戦闘で一般市民10人が死亡したと伝える。
1月13日、フランス軍機は反乱軍が占拠するガオ市を空爆する。空爆はイスラム反乱軍の本部として使われている燃料貯蔵庫と税関に打撃を与え、60人程度のイスラム戦闘員が死亡した。1月15日に発表したマリ軍の主張にもかかわらず、フランス国防大臣は反乱軍からコンナを奪還していないことを確認した。
1月15日、フランス軍特殊部隊は中部の戦略的要衝であるマルカラ（fr:Markala）に入り、これにより1月19日に同地の「安全は確保された」と宣言される。1月16日、フランス軍とマリ軍は北部へ向けて大規模な攻勢を開始する。フランスの支援を得たマリ軍は1月18日までにコンナを奪還した。1月21日、マリ軍はフランス軍の上空援護の下でディアバリー（ディアバリーの戦い）を奪還する。

### 1月22日から1月28日
1月25日、フランス＝マリの諸兵科連合部隊は、ガオの南約160kmにあるオンボリ（fr:Hombori）に到達し、フランス軍機もガオ周辺でイスラム反乱軍とその兵站拠点を空爆する。一方、イスラム反乱軍は1月24日にチャド＝ニジェール連合軍の侵攻に備え、ガオ州と隣国ニジェールを結ぶ戦略的に重要な橋を爆破した。戦闘の影響により、この頃には周辺地域での陸路輸送が困難になり住民の間で食糧難が発生するおそれが生じる。
1月26日朝、フランス軍特殊部隊は戦闘機やヘリコプターの支援の下でガオ国際空港を奪取し、更にニジェール川に架かる重要な橋を確保し、推定で10人のイスラム戦闘員が死亡する。チャド＝ニジェール連合軍はニジェール国境から攻勢する準備を整え、フランスが主導する軍部隊は西部のレレーへの進出をうかがう。また、フランス軍特殊部隊は地元住民に溶けこんで逃走しようとするイスラム戦闘員に対する検索・掃討作戦も実施する。続いて数時間の間でマリ＝フランス連合軍はフランス軍機とヘリコプターでガオ市を急襲した。イスラム戦闘員は12人以上の損害を出し、フランス側はわずかの損失で済んでガオ市は確保されたとマリ軍報道官は述べる。同じ26日に周辺国は軍司令官級の緊急会合をコートジボワールのアビジャンで開き、マリ派遣部隊の規模を4,500人から5,700人に拡大することに合意する。同日、ニジェール国内で待機していたチャド軍部隊がマリへ向けて移動を開始する。
1月27日、マリ＝フランス連合軍は北部の要衝ガオを奪還する（ガオの戦い (2013年)）。同日、フランス軍部隊はトンブクトゥの空港と市内へ通じる道路を制圧し市内に偵察隊を派遣する。
1月27日夜から28日未明にかけて第21海兵歩兵連隊戦闘団が主導する600人の将兵は、1月25日以来バマコ道を進撃し、トンブクトゥ国際空港を制圧する。これに先立ち、海軍のアトランティック哨戒機や陸軍軽航空集団所属のヘリコプター、無人航空機アーファングなどによる監視下で、C-130戦術輸送機2機とC-160戦術輸送機3機に分乗した第2外人落下傘連隊の1個中隊がトンブクトゥ北部に空挺降下して交通路を遮断、600人の部隊はトンブクトゥ空港を制圧している。1月28日、フランス統合参謀本部の報道官はガオ州とトンブクトゥ州にまたがるニジェール川ベルト地帯を制圧したと発表し、トンブクトゥの奪回にはマリ軍が投入される手筈となる。
ガオ空港については早くも航空機による空輸で増援部隊を展開させているが、トンブクトゥ空港の運用については状況判断待ちである。市内はフランス軍のよる空爆から逃れるためイスラム戦闘員達は町から脱出しており、フランス軍地上部隊はトンブクトゥに無血入城する。トンブクトゥ市内については封鎖し、武装勢力がどの程度残留しているかは不明である。空港を確保した翌28日に、マリ＝フランス両軍筋はガオ＝トゥンブクトゥ間の全域が政府の統制下におかれたと伝え、各都市への出入が可能となる。トンブクトゥ市内では武装勢力を支持していたとされる住民を相手に、数百人の市民が略奪を起こす騒ぎが起きマリ軍が介入し終息する。
マリ治安当局筋によれば、1月26日夜から27日にかけてフランス空軍機はキダル州内にあるキャンプやイヤド・アグ・ガリーの家など複数あるイスラム武装勢力拠点を目標にした空爆作戦を展開していた。消息筋によればイヤド・アグ・ガリーはモーリタニアとのあいだで亡命の協議をしているとされる。ただしこの情報について、フランス軍筋は20回の出撃を数えるもキダル州内には空爆を実施しておらず、イヤド・アグ・ガリーの家は健在であることが明らかとなり否定される。1月28日、アザワド解放民族運動の戦闘員はテッサリト（fr:Tessalit）、テッシ（fr:Tessit）、インカリール（fr:In Khalil）、ティンザワテン（fr:Tinzawatène）、レレー（fr:Léré (Mali)）、タラテイエ（fr:Talataye）、アネフィフ（fr:Anéfif）およびキダルを戦闘無しで確保したと表明する。アザワド・イスラム運動（fr:Mouvement islamique de l'Azawad）は自らがこれらの地域を支配していると主張している。MNLAはテロリストグループ根絶のために自らが支配すると主張する領域内でのフランス軍による掃討作戦の継続を願うも、マリ軍の入域については住民が報復されるおそれがあるとして拒否している。
マリに程近いニジェール国境の村ヤッサン（Yassen）にて待機していたニジェール軍は北上を開始し、1月29日午後にマリ軍はニジェール軍の支援の下でガオ南約80kmにあるアンソンゴ（fr:Ansongo）を奪還する。これによりガオ＝ニジェール間の交通路が確保される。住民の証言によれば、アンソンゴでは既に3日前にイスラム戦闘員達は立ち去っていたが、町から約35km離れたタナマ（fr:Tin-Hama）とタンゲールゲール（Tinguerguerre）にまだ残っていると見られ、これが唯一の脅威となっている。1月28日、チャド＝ニジェール連合軍はメナカ（fr:Ménaka）とオンドラムブーカーヌ（fr:Andéramboukane）を統制下におく。

### 1月29日から2月8日
1月30日、アフリカ連合のマリ支援会合でアフリカ主導マリ国際支援ミッションに4億5,550万ドルの財政支援を決定し、アフリカ周辺諸国軍はフランス軍が奪還したマリ北部都市の防衛に当たることが決められ準備に入る。
フランス軍はアンサール・アッ＝ディーンが支配するキダルを目指し進撃を開始、1月29日夜から30日未明にかけてフランス軍航空機がキダル飛行場に着陸し制圧する。フランス軍輸送機4機と特殊部隊ヘリコプター数機がキダルを目指し飛行、29日2130時にヘリコプターによる強襲後、輸送機4機が町の南東にある飛行場に着陸する。強襲部隊はマリ軍を伴わず、部隊は町に入るも無抵抗でありイスラム武装勢力はキダルから逃走していた。1月30日に仏国防大臣ジャン＝イヴ・ル・ドリアンは、キダルでの拠点確保任務は砂嵐が原因で中断していると述べる。また、キダルは1月24日に過激主義とテロリズムを否定しているアザワド・イスラム運動が町を掌握したとしフランス軍と対話を進めているとされる。同日、トンブクトゥ空港では前夜のうちに第17工兵落下傘連隊の小部隊がブルドーザーなど工兵資材を含めて空挺降投下し、市街地に航空機が衝突しないように滑走路周辺に堤防を築くなど空港施設を再整備し航空路を再開させている。また、第92歩兵連隊主力は依然としてダカール港で待機中のままであった。
イスラム武装勢力はキダル北方のイフォガス山地に逃亡したとみられ、同地は燃料・武器・弾薬を集積したイスラム武装勢力の根拠地となっており、広大な砂漠地帯や山岳地帯で抵抗を続けるとみられる。
1月30日夜から31日未明にかけて、オンボリとゴシ間を移動中のマリ軍の車列が地雷に接触して兵士4が死亡、5人が負傷する。1月31日、マリ軍偵察部隊はキダル空港を確保したフランス軍部隊と合流する。同日、フランス統合参謀本部はセルヴァル作戦で新たに動員をかけ、総兵力4,600人に達しこの内3,500人がマリ国内に展開する。イスラム武装勢力のピックアップトラックを相当数破壊し、それに合わせて戦闘員の損害見積もりも相当数に上るとみられる。また、これまでのフランス軍はトンブクトゥ降下作戦に参加した第二外人落下傘連隊で発生した2名分も含めて数名の軽傷者を出し、マリ軍は数十名の死者を出しており、民間人の死傷者数は判明していないとしたが、マリ筋のレポートによればコンナやディアバリーでの戦闘での犠牲者に注目している。
2月2日マリを訪問したフランソワ・オランド仏大統領はトンブクトゥを訪問し、掃討作戦を継続する一方で軍事作戦の終結を模索していると示唆する。
2月7日夜から8日未明にかけてフランス軍特殊部隊がアルジェリア国境に程近い村テッサリト（fr:Tessalit）にある飛行場を占領すべく空挺降下する。キダルを拠点に活動していた第1海兵歩兵落下傘連隊の先遣隊50人は特殊部隊輸送飛行隊によって空輸される。同時に、第1海兵歩兵落下傘連隊の統合戦術任務部隊は先遣隊に追及すべく、500km離れたガオからの急襲に成功している。また、チャド軍部隊はこれに結集するため2月7日にキダルを出発している。この作戦はヘリコプターの支援の下で実施され、更にこれを地域確保支援するためフランス空軍は一夜の間で空爆12回分を含めて約30回の出撃を数える。
2月8日、ガオ市内の検問所でオートバイに乗ったトゥアレグ人の男性がベルトに着けた爆弾で自爆攻撃を敢行し、検問にあたっていたマリ軍兵士1人が負傷する。MUJAOは犯行声明を出し、自爆攻撃はセルヴァル作戦開始以降初めてとなる。また、首都バマコではアマドゥ・トゥマニ・トゥーレ前大統領を支持する空挺部隊との間で銃撃戦が発生し、空挺隊員1人が死亡、双方に負傷者が出ている。
フランス軍はキダルの飛行場を確保したが、市内の制圧については慎重な姿勢を見せる。キダル市内はMNLAが制圧を宣言し、市内はフランス軍とチャド軍の管理下に置かれるもル・ドリアン仏国防大臣は「機能的な関係にある」として協力関係にある。このような状況についてマリ国民の、特に多数派を占める黒人の間でトゥアレグ人に対して不満が起きている。
スーダン解放軍の司令官アブドゥル・ワヒド・アル＝ヌール（Abdul Wahid Al-Nour）ら複数の関係者によると、フランス軍の攻撃から逃れたイスラム武装勢力アンサール・アッ＝ディーンの数百人はダルフールに所在しているとされる。その後スーダン軍の報道官によれば、南スーダンに活動拠点を置く反政府武装勢力が規模詳細不明の戦闘員を、中央アフリカ共和国と接するスーダンの国境地帯を介して南スーダン州に入域させたもので、これらはフランスの攻撃から逃れてきたマリのイスラム過激派戦闘員とは無関係であると伝えている。

### 2月9日から2月17日
ガオ市では2月8日の初自爆攻撃から引き続いて翌9日にも同じ検問所で自爆攻撃を敢行、この攻撃では自爆者2人が死亡しただけで終わった。ガオ周辺では自爆攻撃を企んでいた男2人も拘束される。更に2月9日から2月10日にかけてイスラム武装勢力はガオ市内に浸透攻撃を実施する。市内を急襲しガオ警察本部を占拠するが、マリ軍は反撃に転じ銃撃戦は市内を移動しての様相となる。翌10日朝0500時、フランス軍の戦闘ヘリコプターは警察本部を空爆しこれを破壊する。これらの攻撃に対しマリ軍は迅速な対応を示し、フランス軍は陸上部隊と航空支援でこれを支援する。フランス国防省はマリ軍とアフリカ主導マリ国際支援団がガオ市を管理下に置いたと発表する。
2月9日、哨戒飛行中のミラージュ2000D戦闘機がガオ＝トンブクトゥ間のグルマ（Gourma）で武装車両4台を特定する。ミラージュ2000D戦闘機との密接な連携の下、ガオ拠点から出撃したティーガー戦闘ヘリコプター2機とプーマ汎用ヘリコプターからなる航空機動群が急襲、車列の内2台を破壊する。
2月12日、マリ＝フランス連合軍はMNLAが支配していると目されるニジェール国境に近いメナカ（fr:Menaka）に進撃、MNLAは交戦せず退却し町は確保される。この過程でMNLAの構成員3人が拘束される。拘束された3人についてMNLA側は町の統制をめぐる交渉に呼び出され、そこで不当に拘束されたとし報復のためマリ＝フランス連合軍に対し戦う準備を整えたと声明する。

### 2月18日から2月25日
2月18日、イフォガス山地を聖域化し潜伏するイスラム過激派を掃討すべくパンテル作戦が発動される。150人から成るフランス＝マリ連合軍はテッサリトから50kmの地点でイスラム武装勢力と最初の衝突に至る。フランス軍部隊は前線航空統制官や落下傘コマンドーを含む偵察部隊が襲撃され、即座に機甲部隊のAMX-10RC偵察戦闘車が反撃、この戦闘で第2外人落下傘連隊所属の上級軍曹1人が戦死した。同一区域内ではミラージュ2000戦闘機2機が地上支援で重機関銃座2カ所を破壊、戦闘は数時間にわたって続き複数のイスラム武装勢力部隊を膠着状態に追い詰める。
フランス国防省はパンテル作戦でイスラム武装勢力の重要な兵站拠点2カ所を破壊、戦闘員を追跡し20人以上を殺害し聖域の解体に端緒をつける。
2月20日夜にガオ市内で再び戦闘が始まる。MUJAO戦闘員は市庁舎や裁判所など市中心部を占拠、マリ軍は応戦し、ニジェール軍は検問所の防備にあたり、フランス軍は市外の空港から増援部隊を派遣する。一昼夜にわたって戦闘は続き、やがて市庁舎からイスラム戦闘員は排除される。翌21日にはフランス軍部隊は撤収するが、散発的な銃声は22日午前中まで市内で響き渡り緊迫した状況が続くも、やがて平穏を取り戻す。
2月22日、チャド軍主体の連合軍はイフォガス山地にある拠点を掃討すべく作戦を開始、その日の午後には拠点を奪取するも、チャド軍特殊部隊指揮官が戦死するなど双方に多大な損害が出る激戦が展開された（イフォガスの戦い）。
2月23日にチャド軍当局はマリ北部での軍事介入以来の損害を報告する。通算でイスラム戦闘員65人を殺害し、自軍は13人が戦死、2月22日の戦闘で6人が負傷、さらに軍当局はイフォガス山地で戦闘をしていると発表している。

### 2月26日から3月2日
イフォガス山地での掃討戦中の2月26日、キダル市内南口に設置されたMNLA主導の検問所ではピックアップトラックによる自動車爆弾の攻撃を受け、少なくとも4人が死亡したとみられ、平静になってから再捜索をした結果、自爆者も含めて少なくとも7人が死亡したとみられる。
2月27日、テッサリト近郊においてフランス軍の装甲車が地雷に触雷し兵士2人が重傷、他に1人が軽傷を負う。
2月28日までにフランス軍は武装勢力が蓄積した武器や金銭があった拠点を複数ヶ所制圧している。
3月1日から2日にかけてフランスの新聞やチャド大統領およびチャド軍当局により、アブゼイド司令官やモフタール・ベルモフタール司令官の殺害を明言するが、後日AQIM筋によればアブゼイド司令官の死亡は認め、ベルモフタール司令官については生存を主張している。
2月27日、イフォガス山地でのパンテル作戦と並行して、ガオ周辺での掃討を目的にドロ作戦が発動、イメナスの戦いでイスラム武装勢力を駆逐している。

### 3月3日から3月31日
3月6日、マリ＝フランス連合軍はガオ東部の村タンケラテン(Tin Keraten)に進出する。マリ軍はイスラム武装勢力に襲撃され、フランス軍の戦闘機やティーガー攻撃ヘリコプターやガゼル戦闘ヘリコプターが地上支援に投入され、その後地上部隊が増援される。
マリ軍兵士4人が負傷し、フランス軍兵士1人が重傷を負い、重傷のフランス兵はベルギー軍のヘリコプターでガオに緊急搬送されたが、数時間後死亡する。
3月中盤、フランス軍はイフォガス山地のアメテタイ谷の南方にて掃討を実施、チャド軍と連携して包囲環を狭め、3月下旬には攻勢行動を終了しイフォガス山地での作戦は小康状態となる。同時に進行していたガオ方面のドロ作戦も掃討を実施し、相当数の兵器類を鹵獲する。3月23日にはガオ市内に対しイスラム過激派が襲撃し、フランス＝アフリカ諸国連合軍はこれを撃退する（ガオの戦い (2013年3月)）。3月17日にはイフォガス山地内にてイスラム武装勢力による爆弾攻撃によりフランス軍兵士1人が戦死する。
3月中旬から下旬にかけてトンブクトゥでは2度にわたってイスラム過激派による襲撃が行われる（1度目と2度目の戦闘）。

### 4月
マリ軍とキダルの拠点を置くMNLAの間で緊張状態が続くも、4月に入り大きな対立は起こらず、交渉することが発表される。
4月2日、欧州連合主導によるマリ軍向け軍事訓練が本格的に開始される。訓練を受けるマリ軍第1陣570人が首都バマコから南西部のクリコロに送られ、約10週間に及ぶ訓練を受け、7月上旬には訓練終了の将兵を北部地域に派遣する予定。
4月11日から18日にかけて航空作戦はテッサリト周辺とニジェール沿いに150回の出撃を数え、その内約40回が地上支援に投入されていた。地上作戦はタウデニ周辺に展開するもイスラム戦闘員集団の痕跡は発見できなかった。トンブクトゥでは4月15日以降、ブルキナファソ軍と協同で巡察を実施しメナカなどに展開、任務移行に備える。
4月12日、イスラム武装勢力による自爆攻撃によりチャド軍将兵4人が戦死し、3人が負傷する。同日、マリ軍のヘリコプターが墜落し大佐を含む5人が死亡する事故が起きる。
4月16日から19日にかけて、第2統合戦闘群はマリ軍と協同で「オビウ作戦（opération Obiou）」を実施しガオ東部にて捜索任務を続ける。部隊はセミト谷（vallée de Semit）北方の村を確保する命令を受け、村を捜索しピックアップトラックと燃料約1,000リットルを発見する。更に捜索活動は続きサルア・ワジ（Saloua）に進出、インゼコアン村（InZekouan）はイスラム戦闘員の拠点と目され、潜伏先とみられるキャンプ2ヶ所を探り当て捜索を開始する。捜索の結果、130mmと107mmのロケット弾、60mmと23mm砲弾の他、7.62mm小銃2丁、12.7mm機関銃の部品、RPG7発射筒7門、その他の軽火器5丁、これ以外に手榴弾や弾薬を鹵獲する。これ以外にも発電機、酸素タンク、衣類、燃料なども発見している。
4月21日、ベール（Ber）にてMNLAがMAAによって駆逐される。3日後にMUJAOの戦闘員7人がアネフィフ（Anefif）を攻撃するもMNLAによって全員殺害される。
4月下旬、マリ警察当局は首都バマコに潜入したMUJAOとみられるイスラム過激派細胞7人を逮捕したと伝える。

## フランス軍の撤退とアフリカ諸国軍への引き継ぎ
3月6日、オランド大統領は訪問先のワルシャワでの記者会見で、当初3月中に撤退することを予定していたが、撤退を延期し4月から開始すると発表する。その後はアフリカ周辺諸国軍に引き継ぐ方針であるとした。
3月8日、ル・ドリアン国防大臣はフランス軍の4月から数ヶ月かけて撤退させると訪問先のマリで語った。
3月28日、オランド大統領はインタビュー中にてマリに派遣したフランス軍について、7月時点で2,000人を上回ること無く、年末に1,000人規模になると明言する。
4月9日、フランス軍参謀本部は撤収第1陣となる約100人が前日の4月8日にキプロスのパフォスに到着したことを明らかにした。
4月10日、アフリカ主導マリ国際支援ミッションの一部であるブルキナファソ大隊の先遣隊（自動車化歩兵大隊第3中隊の約200人）がトンブクトゥに到着する。フランス軍第1統合戦闘群は同地において巡察任務に従事しており、ブルキナファソ軍到着に伴い、以降の巡察はフランス＝マリ＝ブルキナファソの協同で実施され、情報や各種行動などの申し送りを行う。4月22日にはマリ軍とブルキナファソ軍協同で巡察を実施する。ブルキナファソ軍が完全に到着すれば約600人の兵力が展開しトンブクトゥとその周辺地域の安全保障を担うことになる。
4月15日、派遣航空部隊の順次撤収が進み、マリに残留するフランス軍航空戦力はラファール戦闘機2機、ミラージュ2000D戦闘機3機およびC135空中給油機1機の合計6機に縮小される。また、幾つかの輸送機については指揮統制および情報収集の支援をマリ軍をはじめセネガル軍、チャド軍およびコートジボワール軍に対し援助するため活動を継続する。同日、チャド議会はマリ派遣軍約2,250人の段階的撤収を可決した。これまでにチャド将兵36人が犠牲となっている。
4月22日、空挺統合戦闘群の帰国ののち、第3統合戦闘群の第1陣はマリを出国する。将兵の多くは旅客機で移動し、約60台の装甲車などは首都バマコで本隊と分離されフランス本国へ回送する。4月中旬から開始された撤収作業は既に500人以上のフランス軍将兵がマリを出国している。

## 反応
フランスの介入に続いて西アフリカ経済共同体は国連安全保障理事会の承認に基づきアフリカ主導マリ国際支援ミッションを前倒しで立ち上げて直ちに展開できるようにした。そして、欧州連合はアフリカ主導ミッションを支援すべく独自の軍事教練任務（欧州連合マリ訓練ミッション）を送る準備に入った。1月12日、国際連合事務総長潘基文はフランス政府の決定が2012年12月に採択された国際連合安全保障理事会決議2085の「意図と一致するよう」に期待した。アルジェリア外務省の報道官アマル・ベラリ（Amar Belani）はマリ暫定政府に対する支援を表明し、「マリ共和国がテロリズムと戦うため能力強化を要し、友好国は主権に沿ったものして留意する」と述べた。
フランスの政治勢力のほとんどが軍事行動を支持したが、1月12日に前首相ドミニク・ド・ビルパンは「マリでの成功に至る、いかなる条件も満たされておらず、暗闇の中で戦う事になる」と述べた。
ドイツはマリ暫定政府の軍が反政府勢力に対処できる様に支援する用意があるとして欧州連合マリ訓練ミッションに参加すると1月14日にアンゲラ・メルケル独首相は述べる。ギド・ヴェスターヴェレ独外務大臣はマリでの戦闘任務に従事しているドイツ連邦軍は否定したが、マリ軍に対する訓練支援の準備をしていると述べる。
1月14日、トゥアレグ分離独立主義であるアザワド解放民族運動（MNLA）は軍事介入について「アザワドでのテロリズムの終焉」を迎えられるとしてマリ暫定政府とフランス政府と共に戦うと言明する。スポークスマンもMNLAとの共闘が「我々には土地と住民に関する情報がある」として西アフリカ周辺諸国の支援を受けるよりも効果的であると明言する。
ドイツの地理学者クリストフ・ネフ（Christophe Neff）はセルヴァル作戦の実行が無ければ2013年1月末までに首都バマコは陥落していたおそれがあったと述べる。トゥールーズ大学のイスラム教及びアラブ世界学者であるマチュー・ギデール（fr:Mathieu Guidère）は、「ジウヌ・アフリーク」（fr:Jeune Afrique）のインタビュー中で、フランスの軍事介入無しではマリ共和国は崩壊していたと述べている。
イランラジオ日本語が伝えるところによると1月11日から始まった軍事行動の影響で、マリ人5,000人以上が難民となって隣国モーリタニアに避難したと伝える。
WEDGE Infinityに起稿された国際開発センターのエネルギー・環境室研究顧問畑中美樹の記事では、フランスが軍事介入に踏み切った要因に、原子力企業アレヴァ社が確保する隣国ニジェールにあるウラン鉱床を守るためであり、ロシアの声日本語版でも対テロ戦の大義の元で、実際にはアフリカ大陸の資源獲得が目的であると述べ、対テロ戦が上手く行かなければ、イスラム過激主義や分離主義の台頭を許してしまう様な逆効果を生み出すと主張している。